# MOTD
MOTD (ang. message of the day – wiadomość dnia) – mechanizm w systemach uniksowych, najczęściej w postaci ekranu powitalnego. Zawiera zazwyczaj porady, sugestie, regulamin, kontakt z administratorem.
Motd występuje np. przy logowaniu się z serwerami IRC, a także przy uruchamianiu sesji telnetowej, SSH i niektórych gier.
MOTD zawiera zazwyczaj zbiór reguł i zasad obowiązujących na danym serwerze, jak i np. przewidywany czas wyłączenia serwera, czyli tzw. downtime.
Na niektórych systemach uniksowych można wyłączyć MOTD, tworząc plik .hushlogin w swoim katalogu domowym.